# Sharpay Evans
Pour les articles homonymes, voir Evans.
Sharpay Evans est un personnage fictif de la trilogie de films musicaux américaine High School Musical. Elle apparait également dans le spin-off de la saga qui lui est consacré, La Fabulous Aventure de Sharpay. Elle est interprétée par Ashley Tisdale.
Sharpay est co-directrice du Club d'Art Dramatique du lycée et veut toujours avoir la vedette. Son frère jumeau est Ryan Evans, qui est dans la même classe qu'elle.

## Biographie fictive
Sharpay apparait comme une fille assez manipulatrice, égocentrique, un bébé gâté et une princesse. Elle se moque de l'opinion des autres et ne pense qu'à elle. Sa plus grande rivale est Gabriella Montez, aussi bien professionnellement, puisqu'elle ne veut pas qu'on lui vole la vedette, mais aussi sentimentalement, car Sharpay est amoureuse de Troy Bolton.
Néanmoins, tout au long des trois volets, on lui découvre un grand cœur et c'est un personnage attachant.

### High School Musical: Premiers pas sur scène
Alors que depuis dix-sept éditions, elle a le rôle principal de toutes les comédies musicales scolaires avec son frère Ryan Evans, Sharpay tombe des nues lorsqu'elle apprend que Troy et Gabriella auditionneront avec eux lors d'un deuxième tour alors qu'elle ne les vit même pas au premier quand elle chantait What I've Been Looking For.
C'est pourquoi, comme directrice du club d'art dramatique, elle s'arrange pour que l'audition tombe le jour du match de basket de Troy et le décathlon scientifique de Gabriella. Malheureusement pour elle, ces deux personnes parviennent à écourter ces évènements de sorte qu'ils arrivent à temps pour passer l'audition, soutenu par le lycée tout entier, après qu'elle est elle-même passée avec son frère avec la chanson Bop to the Top.

### High School Musical 2
Dans le deuxième volet, souhaitant se venger de Gabriella qui lui a volé la vedette, elle s'arrange pour que Troy travaille au Country club Lava Springs pendant les vacances d'été, un Club de vacances luxueux qui appartient à ses parents. Alors que ce dernier vient également avec Gabriella et les Wildcast, elle fait tour pour l'éloigner le plus possible de sa chérie et de ses amis, en lui proposant tout ce qu'il souhaite, notamment une bourse à l'université d'Albuquerque.
Aussi, elle s'arrange pour chanter en duo une chanson avec Troy lors du concours des Jeunes Talents organisé par le Club comme chaque année. Troy réussit ensuite à se libérer de l'emprise de Sharpay, après que ces amis lui aient dit à quel point il avait changé.
À la fin, elle dédie le prix qu'elle devait recevoir, malgré le fait qu'elle n'ait pas chantée, à son frère.

### High School Musical 3: Nos années lycée
Dans le troisième volet, Sharpay a pour ambition d'être acceptée à la prestigieuse école de théâtre de New York Julliard, avec son frère.
Toujours aussi égocentrique, elle place une annonce pour trouver une assistante qui est acceptée par Tiara, une jeune britannique qui fait croire à Sharpay qu'elle est une très grande fan et qu'elle connait absolument tout d'elle. Finalement, cette dernière s'avère être une antagoniste de Sharpay qui fait tout en sorte pour la surpasser. Sharpay défait sa rivale et est acceptée à l'université d'Albuquerque dans le programme Arts de la scène. Elle accepte en outre de revenir à East High en tant qu'assistante de Mme Darbus au club d'art dramatique, coupant ainsi l'herbe sous le pied à Tiara.

### La Fabulous Aventure de Sharpay
Dans ce film indépendant, elle croit qu'on lui a offert un rôle à Broadway, mais en réalité, c'est pour son chien Boy. Les rencontres qu'elle va faire à New York vont néanmoins lui permettre de faire une performance.

## Chansons interprétées

### High School Musical: Premiers pas sur scène
- What I've Been Looking For
- Stick to the Status Quo
- Bop to the Top
- We're All in This Together

### High School Musical 2
- What Time Is It?
- Fabulous
- Humuhumunukunukuapua'a
- You Are the Music in Me (Reprise)
- All for One

### High School Musical 3: Nos années lycée
- I Want It All
- A Night To Remember (en)
- Senior Year Spring Musical Medley
- We're All in This Together (Graduation Mix)
- High School Musical

## Caractéristiques
- Sharpay est la seule élève du lycée à posséder un casier de couleur rose. Dans le troisième film, il est même à deux portes.
- Elle ne porte pratiquement que des vêtements blancs et roses. Elle adore aussi les strass mais déteste le orange.
- Sa voiture est une Mustang décapotable rose où l'on peut lire sur la plaque d'immatriculation l'inscription Fabulous.
- Elle a un petit chien, Boy.